# Sunbeam 1000HP
El Sunbeam 1000 HP (también conocido como Mystery, o The Slug, "El Lingote"), es un coche que fue construido en 1926 con el propósito de batir el récord de velocidad en tierra por el fabricante de automóviles Sunbeam de Wolverhampton. Accionado por dos motores aeronáuticos, fue el primer automóvil en superar las 200 millas por hora (320 km/h) de velocidad. Su última aparición se produjo en una demostración en el circuito de Brooklands, funcionando a baja velocidad con un solo motor. Hoy está en exhibición en el National Motor Museum, Beaulieu.

## Diseño

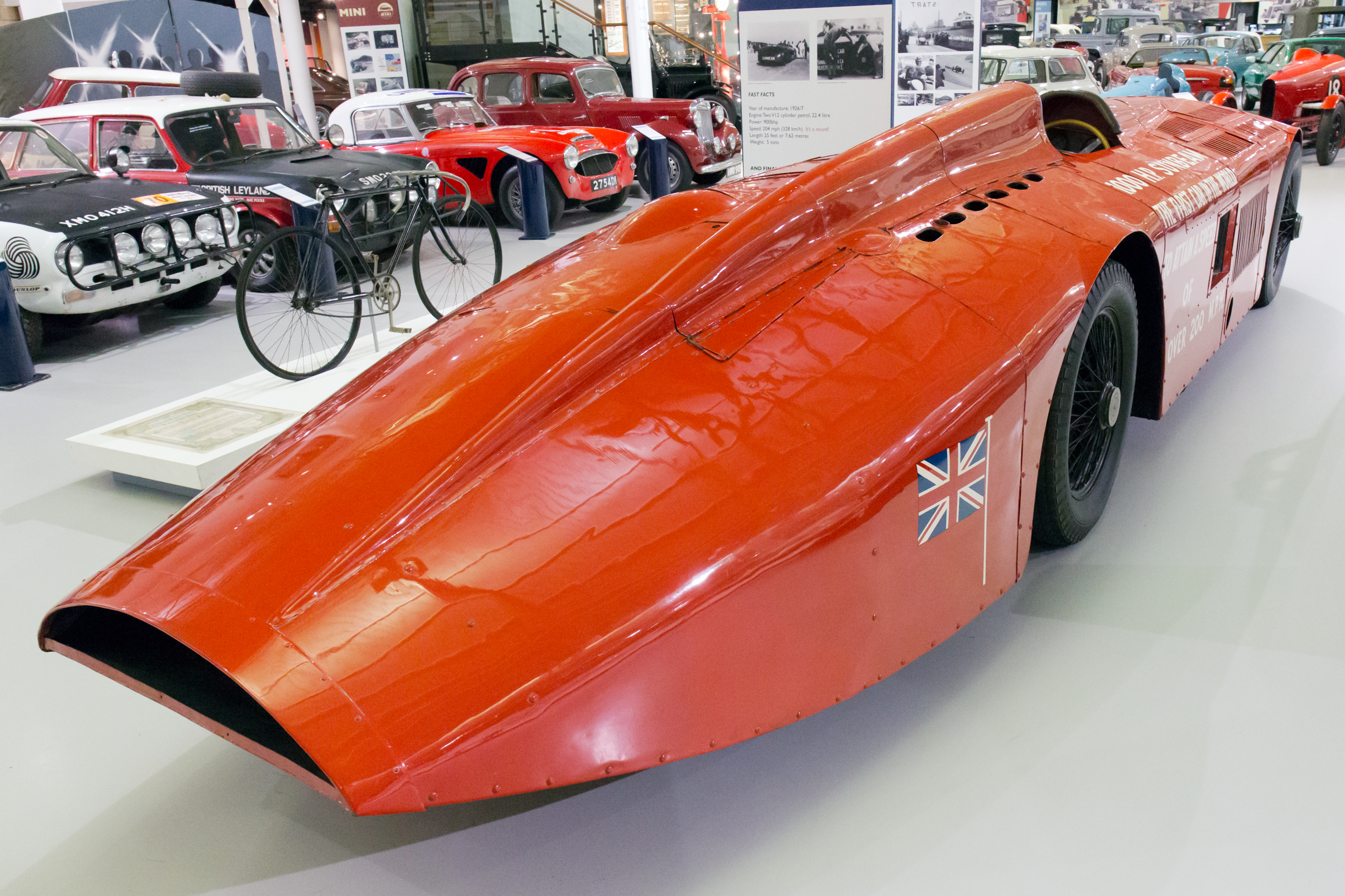
Vista posterior

Cuando el equipo de Louis Coatalen de Automobiles Talbot France inició el proyecto, no contaba con fondos suficientes y era muy poco lo que se podía hacer. Los propulsores eran una pareja de motores de avión Sunbeam Matabele de 22.4 litros, previamente utilizados en una lancha motora. Aunque era conocido como el automóvil "1000 HP", su potencia real estaba más cercana a los 900 hp (670 kW). Uno de los motores estaba montado por delante del conductor y el otro por detrás. Un sistema de aire comprimido ponía en marcha el motor trasero, que a su vez accionaba el motor delantero mediante un embrague mecánico de fricción. Una vez sincronizados, su giro se hacía solidario mediante un embrague fijo cuando se realizaban los recorridos en busca del récord.
El automóvil fue diseñado por el Capitán Jack Irving y tenía características novedosas, como la carrocería que lo rodea y que mejoraba su aerodinámica. El coche también utilizaba neumáticos fabricados especialmente para soportar velocidades de 200 mph, aunque solo tenían una duración de 3½ minutos a estas velocidades. Otra característica primitiva era la transmisión final al eje trasero mediante un par de cadenas. Solo semanas antes del intento de récord, corrió el rumor de que J. G. Parry-Thomas había sido decapitado cuando una cadena similar de su coche de récord de velocidad Babs se había roto en plena carrera. La investigación posterior de los restos recuperados del accidente sugirió en cambio que la rueda trasera derecha había fallado, haciendo volcar el vehículo. Aunque las cadenas del Sunbeam estaban encerradas en unas carcasas de acero blindado, estas cubiertas habían sido diseñadas desde el principio, y no se agregaron después del siniestro de Parry-Thomas.

## Récord
El Sunbeam 1000 HP fue el primer automóvil no estadounidense que corrió en Daytona Beach para un intento de récord de velocidad en tierra. El 29 de marzo de 1927, Henry Segrave condujo el automóvil y alcanzó un nuevo récord de velocidad terrestre de 203,79 mph (327,97 km/h), siendo el primer automóvil en alcanzar una velocidad superior a las 200 millas por hora (320 km/h).